# Silbannacus
Marcus Silbannacus a fost un uzurpator roman, probabil din timpul lui Filip Arabul sau al lui Aemilian.
Silbannacus este cunoscut doar după o singură monedă, un antoninianus găsit în Lorena, care astăzi se găsește la Muzeul Britanic. Pe aversul monedei se poate observa figura unui uzurpator și titlul IMP MAR SILBANNACVS AVG, iar pe revers este reprezentat zeul Mercur ținând-o pe Victoria și un caduceu în mâini, cu inscripția de VICTORIA AVG.
Numele de Silbannacus conține un sufix celtic ("-acus"). Astfel se poate localiza aproximativ zona de origine a acestui uzurpator, probabil Germania Superior. Revolta este posibil să fi început la sfârșitul domniei lui Filip Arabul și să se fi terminat la începutul domniei lui Decius. Eutropius pomenenește de un bellum civile (război civil) în Gallia în acea perioadă.
O altă monedă, publicată în 1996, îl arată pe un alt Silbannacus, din timpul domniei lui Aemilianus. Se poate presupune că, după înfrângerea și uciderea lui Aemilian de către Valerian, acest Silbannacus a încercat să preia puterea la Roma. Dar el a fost eliminat rapid de către Valerian.